# Bio-Cancer (banda)
Bio-Cancer es  una banda de thrash metal originaria en Atenas, Grecia, formada en 2010. Su música es una mezcla de elementos clásicos del thrash metal con un sonido moderno y técnico.

## Historia
Entre sus primeros lanzamientos se encuentra una contribución al álbum recopilatorio Thrash Or Be Thrashed Vol.2. Lanzaron su primer álbum, Ear Piercing Thrash, en 2012 bajo Athens Thrash Attack Records, y su segundo álbum, Tormenting the Innocent, bajo Candlelight Records en 2015. Se lanzó un video musical de "F (r) iends or Fiends", de Tormenting the Innocent. Mientras que Metal Forces describió Tormenting the Innocent como una forma bastante genérica de thrash metal, New Noise Magazine fue mucho más favorable, otorgando al álbum una puntuación perfecta y elogiando a Bio-Cancer como una de las "bandas de thrash metal de vanguardia". . Brave Words & Bloody Knuckles y Stormbringer.at consideran que el estilo de la banda no es particularmente innovador, pero está bien escrito. Venia Mag encontró a la banda enérgica y técnicamente precisa pero con un sonido monótono. Bio-Cancer ha realizado giras con varios actos de metal populares como Sodom, Onslaught, Rotting Christ, Xentrix, Artillery y Marduk. El estilo musical de la banda ha sido comparado con el de otras bandas griegas underground Flames, Acid Death, Suicidal Angels e Insidead, así como con otras bandas como Sodom, Kreator, Testament y Shrapnel. Brave Words & Bloody Knuckles notaron que Bio-Cancer mezcla elementos del thrash metal teutónico con elementos del thrash metal del Área de la Bahía, y que Lefteris usa algunas voces de estilo speed metal y black metal que agregan algo de variedad al sonido de la banda. Metal.de comparó el estilo vocal de Lefteris con el de Chance Garnette de Skeletonwitch.

## Discografía
- 2012- Thrash perforador de orejas
- 2013- "Dyers Eve" (cover de Metallica)
- 2015- Atormentando a los inocentes[17]

## Integrantes
- Giannis Lagoutaris- Bajo/Coros
- Thanasis Andreou - Guitarra
- Lefteris Hatziandreou - Voz
- Stavros Marinos - Guitarra/Coros
- Tomek Solomonidis - Batería[18]